# 요르단의 종교
요르단의 종교 (2021년)

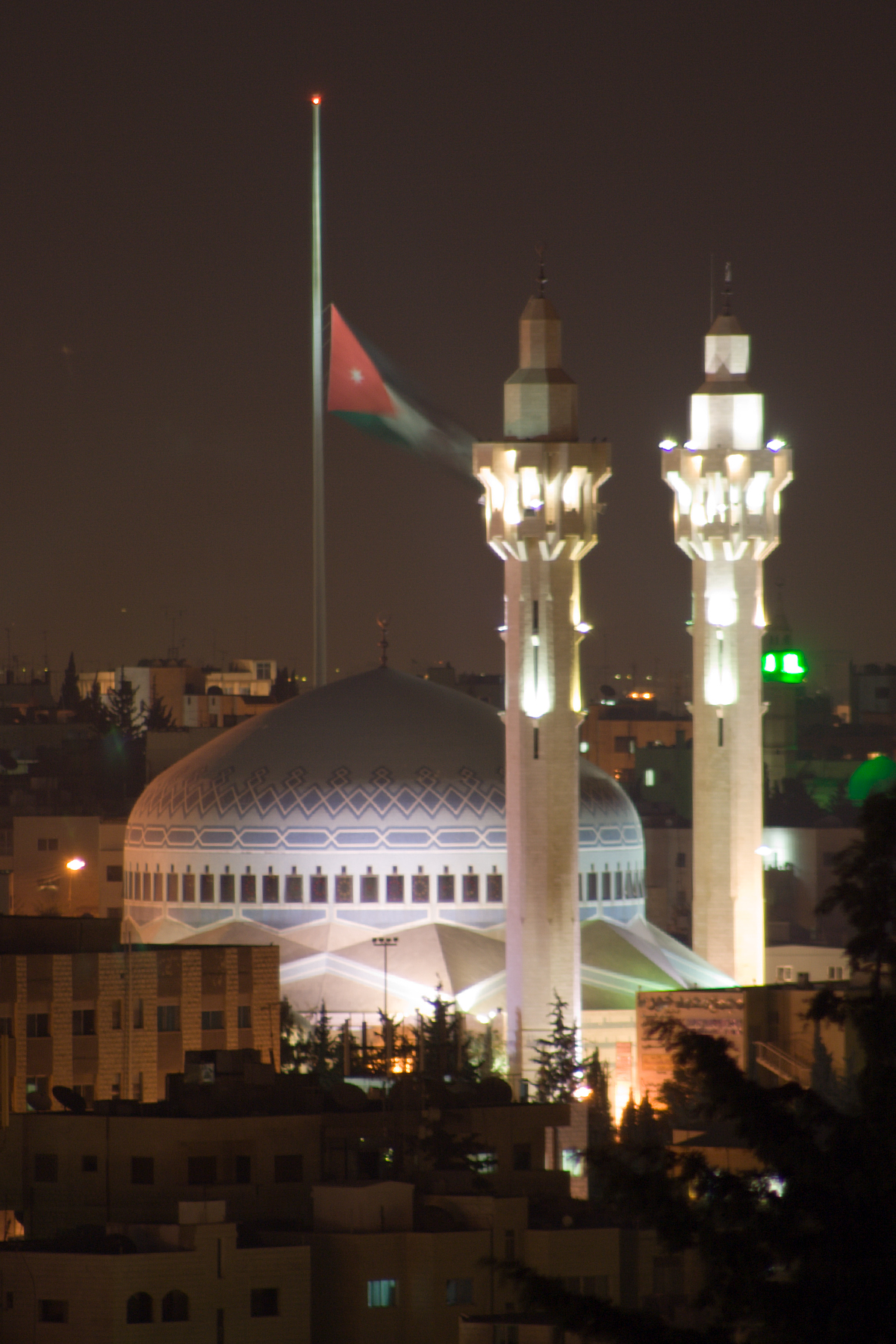
수도 암만에 있는 압둘라 1세 모스크의 야경. 요르단의 왕가 하심 가문은 수니파 신앙을 따른다.

수니파가 요르단의 지배적인 종교이다. 이슬람교도들이 요르단 인구의 약 97.2%를 차지한다. 이 중에 소수는 시아파이다. 요르단의 시아파 다수는 시리아, 레바논, 이라크에서 온 피난민들이다.
요르단은 또한 인구의 나머지로 이뤄진, 전 세계에서 가장 오래된 기독교 공동체들 중 하나를 갖고 있다. 이들은 2005년 당시 시리아 인구가 500만 명이었을 때 인구 약 4.2%로 이뤄져 있다. 몇 가지 이유들로 1930년대에의 20%에서 줄어든 것이며 주로 이슬람교도들의 이민으로 인한 것이다. 기독교인들의 절반 이상이 그리스 정교도들이다. 나머지는 라틴이나 그리스 전례를 따르는 가톨릭교도, 시리아 정교도, 개신교도, 아르메니아인 들이다. 거의 천만 명에 이르는 요르단 인구 중에 기독교 신자들은 요르단 내 시리아와 이라크의 기독교인들 수천 명을 제외하고 250,000명-400,000명 정도로 예상된다.

## 인구
2022년에 이슬람교도는 요르단 인구의 약 97.2%를 이루고 있으며 거의 750,000명에 육박하는 피난민 및 레바논 당국에 등록된 유랑자들이 있는데 주로 시리아에서 온 수니파 이슬람교도들이다.
같은 해에, 기독교인들은 전체 인구 2.1%를 차지했다. 2015년의 한 연구는 이슬람교에서 기독교로 개종한 이들이 요르단 내 6,500명으로 추산했다 (주로 개신교 신자).
2020년, 요르단 내에 대략 14,000명의 드루즈교도가 있고 바하이교를 믿는 자도 1,000명이 있다. 유대인 시민권자가 없는 것으로 보고되었다.
2022년에, 요르단에는 소수의 불교도, 힌두교도, 조로아스터교도, 야지디인들이 있는 것으로 알려졌다.

## 분포
백분율은 도시 및 지역마다 조금씩 다양한데, 예시로 요르단 남부와 자르카 같은 도시 지역들에서는 이슬람교도가 높은 비율을 보이는 반면에, 암만, 이르비드, 마다바, 살트, 카라크 등에서는 나라 평균보다 기독교 공동체들이 더 많으며, 푸헤이스, 알후슨, 아질룬 등에서는 나라 평균보다 기독교인들이 다수이거나 훨씬 많다. 북부의 쿠프란자(Kufranja), 라이모운(Raimoun) 같은 일부 마을들에는 기독교/이슬람교인들이 섞여 있다.
요르단의 성공회 신자들은 성공회 예루살렘 주교의 관할 하에 있다. 구원자 교회는 성공회 예루살렘 교구 전체에 있는 어느 교회보다 신자들이 많다. 그 외의 성공회 교회당들은 아슈라피예흐(Ashrafiyeh), 살트, 자르카, 마르카 난민 캠프, 이르비드, 알후슨, 아카바 등에 있다.

## 사회 생활
일반적으로, 이슬람교도와 기독교도들은 차이점과 차별 등에 관한 커다란 문제 없이 다 함께 산다. 하지만 시아파, 드루즈교, 바하이교 등으로 이뤄진 작은 소수 집단들은 요르단 당국으로부터 대단한 수준의 종교적 차별을 겪고 있다. 예시들에는 요르단 정부가 바하이교와 성공회 신자를 인정하는 것을 거부하는 등이 있다.

## 종교의 자유
이슬람교가 국교이기는 하지만, 요르단의 헌법은 공공질서나 도덕 행위를 위반하지 않는다면 요르단 왕국 내에서 준수되는 관습에 따라 개인의 종교의 자유를 보장하고 있다.
하지만 개종 등의 일부 문제들은 논쟁 중에 있다. 이슬람교로 개종은 법적 문제에 있어 상대적으로 자유롭지만, 이슬람교를 포기하려는 자들은 인정되지 않으며 법적으로 여전히 이슬람교도로 여겨지고 커다란 사회적 압박에 놓인다. 종교적 소수 집단들에 대한 제한 사항들에는 다음이 있다:
- 요르단 정부는 종교에 대한 인정을 거부할 수도 있다
- 바하이교도들은 학교, 예배 장소 및 묘지를 설립 허가를 받지 못한다.
- 기독교인들을 제외한 모든 비이슬람교 소수 집단들은 속인법과 가정 문제에 대한 판결을 내리는 각자의 법원을 갖고 있다.
- 이슬람교 여성 신자들은 남성 측이 이슬람교로 개종하지 않는 한 기독교인 같은 비이슬람교 신자 남성과 혼인하지 못할 수 있다.
- 이슬람교도들은 샤리아법에 따르면 다른 종교로 개종이 금지되어 있기에, 이슬람교에서 다른 종교로 개종은 정부 기록 상의 종교를 바꿀 수 없다. 하지만 이슬람교로 개종은 정부 기록물과 민간 기록물 상에 자신들의 종교 정체성을 이슬람교로 바꿔야만 한다.[10]

2006년 6월, 요르단 당국은 정부의 관보 내에 '국제인권규약'을 실었다. 해당 규약의 18조에서는 종교의 자유를 보장하고 있다.
2023년, 요르단은 종교의 자유에 대해 4점 만점에 2점을 기록했다.
같은 해, 요르단은 기독교인으로 살기 어려운 장소 49위에 올랐다.
바하이교를 비롯한 그 외 비공인 종교의 집단들은 몇 가지 법적 제한에 놓여 있다.

## 같이 보기
- 요르단의 인구
- 요르단의 이슬람교
- 요르단의 기독교
- 요르단의 무교